# Picnic muzical
Picnic muzical este un film românesc din 1989 regizat de Radu Igazsag.